# Lilja 4-ever
Lilja 4-ever (gesprochen wie englisch Lilja forever; „Lilja für immer“ oder „Lilja auf ewig“) ist der dritte Spielfilm des schwedischen Regisseurs Lukas Moodysson aus dem Jahr 2002. Er erzählt aus der Perspektive des jugendlichen Opfers Lilja von den seit Anfang der 1990er Jahre zunehmenden Fällen Menschenhandels aus Osteuropa zum Zwecke der Zwangsprostitution.

## Handlung
Die Situation der sechzehnjährigen Lilja ändert sich von trostlos zu dramatisch als ihre Mutter, zusammen mit ihrem neuen Lebensgefährten, angeblich kurzfristig nach Amerika reist, um den Umzug der Familie vorzubereiten, da diese nie wiederkehrt. Lilja sollte währenddessen alleine wohnen, und nur ab und zu von der Tante, welche sich nicht sonderlich um sie kümmert, besucht werden. Als Bezugspersonen bleiben so nur die Kinder in der Nachbarschaft, besonders der elfjährige Wolodja. Eine glänzende Zukunft verspricht allerdings nur der deutlich ältere Andrej, den sie in einer Disco kennenlernt und der verspricht, sie nach Schweden in eine bessere Zukunft zu bringen. 
Doch in Schweden wartet kein neues, besseres Leben an Andrejs Seite auf sie. Ihr wird der gefälschte Ausweis abgenommen und sie wird in eine karge Wohnung gesperrt, aus der sie ein unbekannter Mann regelmäßig abholt, um sie zu Freiern zu bringen, die sie als Prostituierte bedienen muss. Als Lilja nach mehreren erfolglosen Versuchen die Flucht aus der Wohnung gelingt, stürzt sie sich von einer Autobahnbrücke in den Tod.

## Hintergrund
Die in einem nicht näher benannten Ort der ehemaligen Sowjetunion spielenden Szenen wurden in Paldiski und Vororten von Tallinn (Estland) gedreht. Die zu Sowjetzeiten rund um die Altstadt Tallinns entstandenen gewaltigen Trabantenstädte spiegeln die trostlosen Lebensverhältnisse in vielen Plattenbaugegenden im ehemaligen Ostblock wider, wie beispielsweise in Kopli. Die Szenen in Schweden spielen und entstanden in Malmö.
Der Film, der in den Anfangsszenen trotz Schauspielern bewusst dokumentarisch wirkt, orientiert sich an der Geschichte der sechzehnjährigen Litauerin Danguole Rasalaitė, die sich im Januar 2000 mit einem Sprung von einer Autobahnbrücke in Malmö das Leben nahm, nachdem sie monatelang zur Prostitution gezwungen worden war.
Die schwedisch-dänische Koproduktion (insgesamt sieben Geldgeber) gibt es in schwedischer, englischer, russischer und deutscher Sprachfassung sowie einer, in der sämtliche Schauspieler die aus den jeweiligen Nationalitäten und Handlungsorten folgende Sprache sprechen. Der internationale englische Filmtitel lautet abweichend vom Original Lilya 4-ever. Die Altersfreigabe variiert laut IMDb von ab zwölf Jahren in Deutschland und den Niederlanden, über ab 15 Jahren in Skandinavien bis zu ab 18 Jahren in Großbritannien und den USA. 
Die Filmmusik von Rammstein (Mein Herz brennt) geht angeblich auf ein Graffito mit dem Namen der Band zurück, das Moodysson bei den Dreharbeiten auffiel. Rammstein zählt zu den bekanntesten deutschen Bands in Osteuropa.
Der Kinostart in Deutschland war am 4. Dezember 2003.

## Rezeption
„Ich möchte Lilja noch einmal sehen, aber ich bin mir nicht sicher, ob ich es aushalten würde.“

„Ein großes, bewegendes Gleichnis“

„In dieser Passionsgeschichte vom russischen Babystrich zur modernen Leibeigenschaft im schwedischen Sozialstaat war nie etwas gut und wird es auch nicht werden. [...] Moodysson lässt sie [Lilja] nur im Leiden wahre Virtuosität und Größe entwickeln. Und das hat bei aller erzählerischen Radikalität und aufrichtiger Wut auch etwas Obszönes.“

„Trotz allem sozialen Realismus dieses Films, erscheint er dennoch ziemlich fragwürdig; selten besorgt um Nuancen der Charaktere oder gesellschaftliche Analyse. Das Resultat ist grimmig ‚wirkungsvoll‘, aber es ließ mich nach Hollywoodschund sehnen.“

„Ein von Bitterkeit und pessimistischer Weltsicht geprägter Film, der in Gestalt eines grausamen Melodrams vom Zusammenbruch sämtlicher Wert-Systeme erzählt. Dabei verweigert sich der Film jeder politischen oder gesellschaftlichen Kritik und postuliert Ausbeutung als den Endzustand der modernen Gesellschaft. Ein harter Film, der wenig mehr bewirkt, als den Zuschauer in den Zustand hilfloser Empörung zu versetzen.“

„Empfehlenswert“
„Ungeschminkter Blick auf trostlose Jugend“
„Spaß: 0/3; Action: 0/3; Erotik: 0/3; Spannung: 1/3; Anspruch: 3/3“

2012 veranstaltete die Filmzeitschrift FLM unter 50 Kritikern und Filmwissenschaftlern eine Wahl zum „besten schwedischen Film aller Zeiten“, bei der Lilja 4-ever Platz 15 belegte.

## Auszeichnungen
Oscars 2003
- Schwedischer Beitrag in der Kategorie Bester fremdsprachiger Film, wurde nicht nominiert

Europäischer Filmpreis 2002
- Nominierung in den Kategorien Beste Darstellerin für Oxana Akinschina und Bester europäischer Film

Guldbagge 2002
- Guldbagge in der Kategorie Bester Film
- Guldbagge in der Kategorie Beste Regie an Lukas Moodysson
- Guldbagge in der Kategorie Beste Hauptdarstellerin an Oxana Akinschina
- Guldbagge in der Kategorie Bestes Drehbuch an Lukas Moodysson
- Guldbagge in der Kategorie Beste Kamera an Ulf Brantås
- Nominierung in der Kategorie Bester Hauptdarsteller für Artyom Bogucharsky

Gijón International Film Festival 2002
- Grand Prix Asturias

Europäisches Filmfest Stuttgart Ludwigsburg 2003
- Preis in der Kategorie Beste Nachwuchsschauspielerin an Oxana Akinschina

## Soundtrack
1. Rammstein – Mein Herz brennt (film-remix)
2. Via Gra – Bomba
3. Fläskkvartetten – O virtus sapientie
4. Nathan Larson – The bridge
5. Double N – The ride
6. Valeria – Taju
7. Antiloop – Only U
8. French Affair – Sexy
9. Antiloop – Let your body free
10. Valeria – Ne obischai menja
11. Valeria – Ne obmanyvai
12. Maarja – All the love you needed
13. Alphaville – Forever young 2001 (F.A.F. mix)
14. t.A.T.u. – Nas ne dogonjat
15. Lambretta – Piece of my heart
16. Da Buzz – Wanna be with me
17. Blanka – I smell of you
18. Vivaldi – Al santo sepolcro
19. Rammstein – Mein Herz brennt